# 奧爾德斯普林希爾 (阿拉巴馬州)
老泉山（英語：Old Spring Hill）是一個位於美國阿拉巴馬州馬倫戈縣的非建制地區。該地的面積和人口皆未知。

## 地理
老泉山的座標為32°26′17″N 87°46′26.5″W / 32.43806°N 87.774028°W，而該地的平均海拔高度為96米（即315英尺）。